# 亞歷山大·阿姆斯壯
亞歷山大·阿姆斯壯（英語：Alexander Henry Fenwick Armstrong，1970年3月2日—）是英國的一位演員、喜劇演員、主持人和歌手。他最著名的作品是和本·米勒合作領先出演阿姆斯壯和米勒秀。他也出演一些電視劇。